# 前凹豹蛛
前凹豹蛛（学名：Pardosa procurva）为狼蛛科豹蛛属的动物。在中国大陆，分布于云南、浙江、广西等地。该物种的模式产地在云南、浙江、广西。